# Euochin nanjiabawa
Espèce
Euochin nanjiabawa est une espèce d'araignées aranéomorphes de la famille des Salticidae.

## Distribution
Cette espèce est endémique du Tibet en Chine,. Elle se rencontre dans le district de Bayi.

## Description
La carapace du mâle holotype mesure 2,095 mm et l'abdomen 1,721 mm et la carapace de la femelle paratype 1,794 mm et l'abdomen 2,496 mm.

## Systématique et taxinomie
Cette espèce a été décrite par Wang et Zhang en 2023.

## Étymologie
Son nom d'espèce lui a été donné en référence au lieu de sa découverte, le mont Nanjiabawa.

## Publication originale
- Wang & Zhang, 2023 : « On fourteen species of Euochin Prószyński, 2018 from China (Araneae: Salticidae: Euophryini). » Zootaxa, no 5297(3), p. 337-379.